# Исаев, Рустам Арифович
Руста́м Ари́фович Иса́ев (род. 2 июня 1998, Махачкала, Россия) — российский футболист, защитник, полузащитник.

## Карьера
Воспитанник дагестанского футбола. Начинал карьеру в системе «Анжи», где выступал за молодёжный состав и фарм-клуб. В 2019 году перешёл в «Махачкалу». Зимой 2021 года подписал контракт с клубом армянской Премьер-лиги «Ван». Дебютировал в чемпионате Армении 19 февраля в матче против «Ноа» (0:4). В 2022 году пополнил ряды «Легиона».